# Electrorana
Electrorana is een monotypisch geslacht van uitgestorven kikkers. De enige soort en typesoort is Electrorana limoae. Deze kikkers zijn gevonden in burmiet, wat erop duidt dat ze ongeveer 99 miljoen jaar geleden, tijdens het Laat-Krijt (Cenomanien) in bossen in Myanmar leefden. Ze werden ongeveer twee centimeter groot.

## Ontdekkingsgeschiedenis
Een zeer goed bewaard gebleven exemplaar van Electrorana werd gevonden in Myanmar in een fragment van Birmese barnsteen dat dateert uit het Krijt. Dit is een belangrijke vondst omdat de amfibieën vooral in de tropische wouden werden gevonden, waar de vochtige omgeving verstening verhinderde. Samen met de kikker werd ook een kever gevonden, mogelijk een prooi van de amfibie.

## Beschrijving
Hoewel het exemplaar niet compleet is (een deel van de ruggengraat en een achterpoot ontbreken) en aanvankelijk een lichte ontbinding vertoont, is het zeer nuttig voor de wetenschap omdat de skeletstructuur zelfs met het blote oog zichtbaar is. Het is een kleine kikker van ongeveer twee centimeter lang.